# Лемке, Элизабет
Элизабет Лемке (нем. Elisabeth Lemke; 5 июня 1849, Ромбиттен Восточная Пруссия (ныне Ромбиты Илавский повет, Варминьско-Мазурское воеводство, Польша) — 11 августа 1925, Сопот в составе Вольного города Данциг (ныне Польша)) — немецкий историк, фольклорист, писательница, поэтесса.

## Биография
Родилась в семье помещика. С детства заинтересовалась обычаями и традициями своей родины в Восточной Пруссии. Систематического образования не получила, самоучка. В 1886 году переехала в Берлин, где привлекла к себе внимание, прочитав более 200 публичных лекций на фольклорные темы, большинство из которых позже были напечатаны в журнале Общества фольклористов. Продолжила изучение фольклора и древней истории Восточной Пруссии, а также ботаники и археологии. В 1889 году исследовала курган в Уруве, Карпове и Карнитках. В 1895 г. — два кургана в Гублавках.
Финансовая независимость позволила ей совершить путешествие по России, Америке и Северной Африке. Привезенные ею артефакты были помещены в музеи Берлина, Данцига, Кёнигсберга и Нюрнберга.
Опубликовала не менее 133 статей, включая исследования по этнографии, ботанике, зоологии, археологии, а также обзоры, воспоминания, отчёты о путешествиях, поскольку путешествия были её страстью.
Её главный труд «Volkstümliches in Ostpreußen» (в 3 томах, 1884—1899) содержит обширные материалы по этнографии Восточной Пруссии. В этой работе она опубликовала приложения (117), сказки (67), верования, обряды и песни из окрестностей Залево.
В 1881 году были опубликованы её рассказы и стихи, а через год она опубликовала сборник своих афоризмов («Lose Korner»).
В 1899 году стала первой женщиной, награждённой золотой медалью Берлинского музея Märkisches Provinzialmuseum.
После Первой мировой войны Элизабет Лемке поселилась в Оливе недалеко от Данцига. Осталась незамужней и умерла 11 августа 1925 года в доме престарелых в Сопоте.